# Namwala (Distrikt)

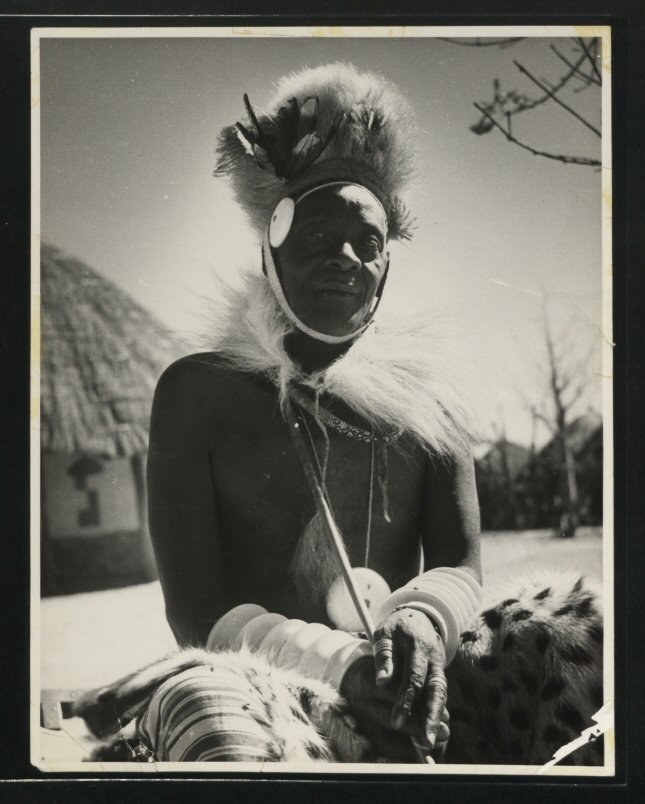
Chief Mukobela (traditioneller Häuptling des Namwala Distrikts), historisches Foto: Northern Rhodesia Information Department, zwischen 1940 und 1958

Namwala ist einer von 15 Distrikten in der Südprovinz in Sambia. Er hat eine Fläche von 5678 km² und es leben 167.938 Menschen in ihm (2022). Verwaltungssitz ist die Stadt Namwala.

## Geografie
Namwala befindet sich etwa 100 Kilometer südwestlich von Lusaka. Der Distrikt erhebt sich im Süden bis auf über 1100 m und fällt nach Norden bis auf knapp 1000 m ab. Die Nordgrenze bildet der Fluss Kafue.
Der Distrikt grenzt im Osten an den Distrikt Monze, im Süden an Choma und Kalomo und im Westen und Norden an Itezhi Tezhi.

## Infrastruktur
Der Distrikt ist nicht sehr erschlossen. Er wird von der M11 im Osten von Nord nach Süd und im Norden von Ost nach West durchquert.
Der Distrikt ist 2011 nur zu einem sehr geringen Teil an das öffentliche Trinkwassernetz angeschlossen. Fast alle Menschen beziehen ihr Wasser aus Brunnen oder Quellen.
Der Norden des Distrikts liegt in den Kafue-Auen. Die 3600 km² große Namwala Game Management Area grenzt an den Kafue-Nationalpark und den Itezhitezhi-Stausee.

## Kultur
Die dominierenden Ethnien sind Tonga und Ila.

## Wirtschaft
Der Distrikt liegt in den Kafueauen und ist von Landwirtschaft geprägt. Es werden vor allem Mais und Erdnüsse angebaut. Die FAO bewertet die Bodenfruchtbarkeit als gering. Seit dem Dammbau sind die Ernteverluste durch Überschwemmung vorbei, die die Kafueauen für Monate in einen bis zu 5000 km² großen Binnensee verwandelten. Projekte versuchen, die Getreidelagerung so zu verbessern, dass die Monate des Hungers überbrückt werden können. Die Vermarktung von Mais ist ein großes Problem, da die Märkte nur über schlechte Straßen ohne regelmäßige Transportverbindungen kaum erreicht werden können.
Es werden auch Rinder gehalten. Die Namwala-Herden zählten vor 1990 225.000 Stück. 1991 stellt die Regierung die kostenlose tierärztliche Versorgung ein. Daraufhin brach eine Seuche aus und reduzierte den Bestand auf 150.000. Im Jahr 2003 wurde verstärkt geimpft. Die Maul- und Klauenseuche 2004 konnte kaum Schaden anrichten.
Überall dominieren traditionelle Lehmhütten mit Grasdach, jedoch ist in Namwala der lokale Wohlstandsindikator die Größe der Herde, nicht das Haus.
Es gibt ein auf Touristen ausgerichtetes Kunsthandwerk, das Bilder und Masken produziert.

## Überschwemmungen
Nach schweren Niederschlägen, die sich ab dem 11. Januar 2022 als Folge des Tropischen Sturm Ana ereigneten, kam es am 16. Januar in den Distrikten Choma und Namwala, sowie später am 2. Februar in Ndola, zu schweren Überschwemmungen. Insgesamt waren in Sambia 1.000.000 Menschen betroffen. Am stärksten war dabei Namwala betroffen. Es mussten 600 Haushalten evakuiert werden und 8000 Hektar Farmland wurden überschwemmt. Auch viele nicht Überflutungen betroffene Gebiete erlitten durch die starken Niederschläge Schäden in der Landwirtschaft.